# QY Puppis
QY Puppis (QY Pup) är en ensam stjärna belägen i den norra delen av stjärnbilden Akterskeppet. Den har en högsta skenbar magnitud av ca 6,24 och är i dess ljusaste läge mycket svagt synlig för blotta ögat där ljusföroreningar ej förekommer. Baserat på parallax enligt Gaia Data Release 3 på ca 0,32 mas beräknas den befinna sig på ett avstånd av ca 10 200 ljusår (ca 3 100 parsec) från solen. Den rör sig bort från solen med en heliocentrisk radialhastighet av ca 49 km/s.

## Observation
År 1981 publicerade Armando Arellano Ferro en artikel om att stjärnan, då kallad HD 63302, kan vara en variabel stjärna. Den fick dess variabelbeteckning, QY Puppis, 1985 och har klassificerats i General Catalogue of Variable Stars som en halvregelbunden variabel stjärna.

## Egenskaper

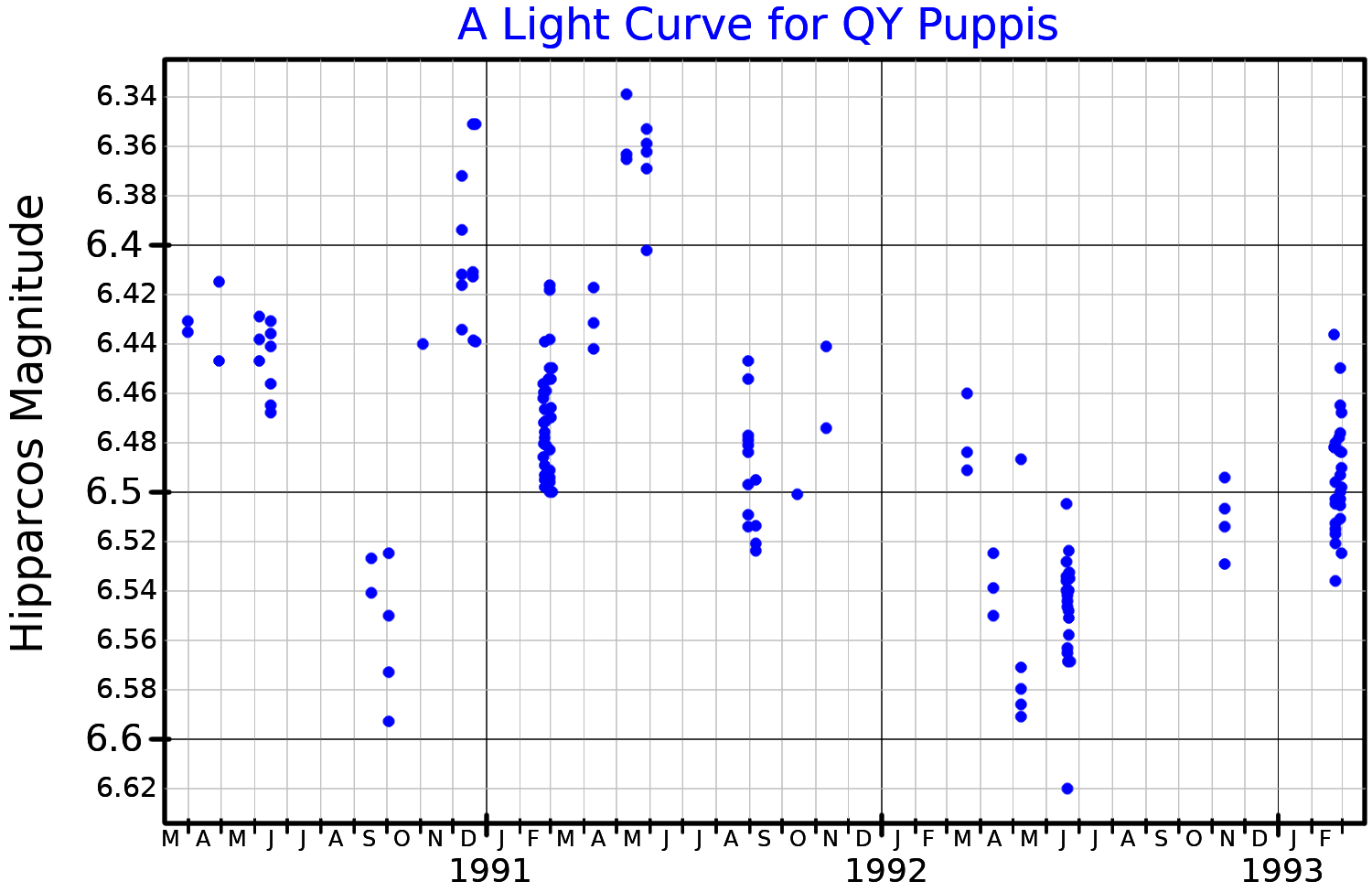
Ljuskurva för QY Puppis, plottad från Hipparcos-data.

QY Puppis är en orange till gul superjättestjärna av  spektralklass K1 Ia-Iab. Den har en massa av ca 6 solmassor, en radie av ca 515 solradier och utsänder energi från dess fotosfär motsvarande ca 63 000 gånger solen vid en effektiv temperatur av ca 4 300 K. Stjärnans skenbara magnitud varierar mellan magnituden 6,24 och 6,71 med en period av 0,96 dygn.